# Provo (fiume)
Il Provo è fiume che scorre attraverso le contee di Utah e Wasatch nello Utah, negli Stati Uniti. Nasce dal lago Wall sui monti Uinta e scorre a circa 114 km a sud-ovest fino al lago Utah nella città di Provo.